# Шакир Мехмед Салим паша
Шакир Мехмед Салим паша е османски паша.

## Биография
Шакир Мехмед Селим е роден през 1838 г. в Цариград. Завършва военно училище. Служи в османската армия. Военно звание майор. Заема административните постове мютесариф на Русе (1868) и Багдад. От ноември 1872 г. до средата на февруари 1873 г. е член на Софийската извънредна следствена комисия по делото срещу ВРО.
По време на Руско-турската война (1877-1878) е командир на 4-та бригада в състава на Централната армия на Сюлейман паша. Генерал. Участва като командир на колона в Шипченската битка. Командир в Орханийската армия. Командва османските части в битката при Ташкесен и битката при Арабаконак.